# Tocllaraju
Der Nevado Tocllaraju (Tuqllarahu in Ancash-Quechua) ist ein 6034 m hoher Berg in der peruanischen Cordillera Blanca. Er gehört trotz starker Vergletscherung zu den meistbestiegenen Bergen der tropischen Gebirgskette.

## Name
Der Name Tuqllarahu stammt aus dem in der Region Ancash verbreiteten Quechua-Dialekt (Ancash-Quechua) und setzt sich aus den Wörtern tuqlla (Falle) und raju bzw. rasu (Schnee) zusammen. Der spanische Name ist in der Alpenvereinskarte mit dem Attribut Nevado (verschneit, schneebedeckt) verzeichnet, das in den gesamten Anden für vergletscherte Berggipfel steht (vgl. etwa Nevado Huascarán).

## Lage und Umgebung
Der Tocllaraju liegt im Nationalpark Huascarán im südlichen Teil der Cordillera Blanca rund 25 km nordöstlich von Huaraz. Der stark vergletscherte Gipfel ist über einen Grat mit dem 240 m höheren Palcaraju verbunden, der die Provinzgrenze zwischen Carhuaz und Huaraz bildet. Ringsum ziehen zahlreiche Schluchten ins Tal, darunter die Quebrada Ishinca südwestlich und die bergbaulich genutzte Quebrada Cancahua nördlich des Berges. Die Ostseite des Sechstausenders ist von Gletscherzungen geprägt, während auf der Westseite Hanggletscher dominieren. Darunter existieren einige kleinere Gletscherseen wie der Lago Akilpo westlich des Tocllaraju. Nächstgelegener Stützpunkt ist das Refugio Ishinca (4390 m) im gleichnamigen Tal, das über einen Trekkingpfad von Huillac-Collon aus erreichbar ist.

## Alpinismus

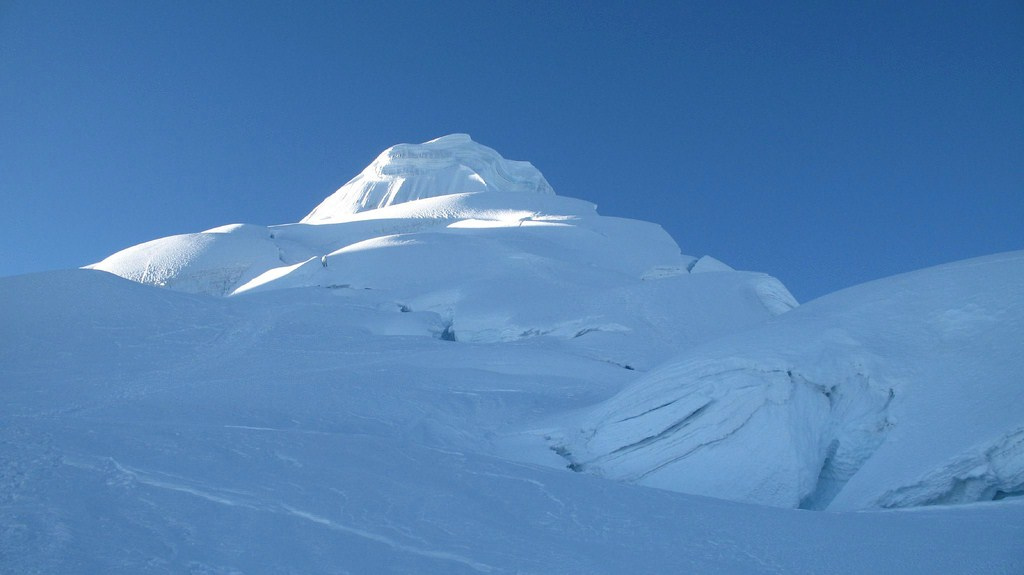
Westflanke vom Hochlager auf rund (Mai 2010)

Die Höhe des Nevado Tocllaraju wurde vom Instituto Geográfico Nacional mit 6034 m vermessen, die Alpenvereinskarte gibt einen Wert von 6032 m für den Gipfel und 5550 m für die Scharte zum Palcaraju an.
Die Erstbesteigung des pyramidenförmigen Tocllaraju gelang am 31. Juli 1939 Walther Brecht und Hans Schweizer, die im Zuge der Anden-Rundfahrt des Deutschen Alpenvereins in der Region weilten. Die beiden deutschen Alpinisten wählten den Aufstieg aus den Quebradas Honda und Cancahua und schließlich über den Nordwestgrat zum Gipfel. Der zweite Aufstieg erfolgte erst 20 Jahre später durch die US-Amerikaner Leigh Ortenburg und Kermith Ross. Der heutige Normalweg aus der Quebrada Ishinca, der im letzten Abschnitt ebenfalls über den Nordwestgrat führt, wurde 1963 von einer Schweizer Seilschaft erstbegangen. Der Anstieg wird gemäß SAC-Hochtourenskala mit D (schwierig) eingestuft und erreicht kurz unter dem Gipfel eine maximale Neigung von 60 bis 70°.
Im Herbst 1998 sorgte der junge Franzose Marco Siffredi für die erste Snowboard-Abfahrt vom Gipfel. Der slowenische Extremskifahrer Davo Karničar bewältigte im Juni 2014 eine Befahrung der Westwand, die vom Red Bulletin als technisch anspruchsvollste Abfahrt der Anden beschrieben wurde.